# 属人主義
属人主義（ぞくじんしゅぎ）とは、法の適用範囲に関する立法主義の一つ。

## 刑法における属人主義

### 積極的属人主義
積極的属人主義とは、刑法の場所的適用範囲に関する立法主義の一つで、自国民による犯罪に対しては犯罪地を問わず自国の刑法を適用するもの。単に「属人主義」という場合には積極的属人主義を指す場合が多い。日本の刑法では属地主義の原則を補充するために、刑法第3条で一定の犯罪につき積極的属人主義を採用して国民の国外犯を処罰することとしている。なお、刑法第4条については積極的属人主義の立場によるものであるとする見解と保護主義の立場によるものであるとする見解が分かれており一致していない。

### 消極的属人主義
消極的属人主義とは、刑法の場所的適用範囲に関する立法主義の一つで、自国民に対する犯罪に対しては犯罪地を問わず自国の刑法を適用するもの。日本の刑法では自国民の特に重要な法益を保護するために刑法第3条の2で一定の犯罪につき消極的属人主義を採用して国民以外の者の国外犯をも処罰することとしている。